# 徐秉義 (遼陽)
徐秉義（？—？），辽阳人，清朝政治人物。举人出身。
康熙十四年（1675年），擔任清朝廣州府南海縣知縣。后由線應彩接任。